# 221e régiment d'artillerie
Le 221e régiment d'artillerie est un ancien régiment d'artillerie de l'armée française. Il combat pendant la Première et la Seconde Guerre mondiale.

## Création et différentes dénominations
- 1er avril 1917 : Création du 221e régiment d'artillerie de campagne (221e RAC)
- 1919 : dissolution
- 1939 : création du 221e régiment d'artillerie lourde divisionnaire (221e RALD)
- 1940 : dissolution

## Liste des chefs de corps
- 1er avril 1917 : lieutenant-colonel Tisserand[1]
- 1939 : ?

## Historique des campagnes, batailles et garnisons du221eRA

### Première Guerre mondiale
Le 221e régiment d'artillerie de campagne est créé le 1er avril 1917, à Saint-Quentin, avec l'artillerie divisionnaire (AD) 62 qui est elle-même composée d'unités distinctes :
- trois batteries de 75 modèle 1897 du 21e régiment d'artillerie de campagne,
- deux batteries de 75 du 34e régiment d'artillerie de campagne,
- une batterie de 75 du 52e régiment d'artillerie de campagne,
- 3 batteries de 75 du 53e régiment d'artillerie de campagne[2].

Le dépôt, qui se trouve à Angoulême, est commun avec le 21e régiment d'artillerie.

#### 1917
Formé sous un violent bombardement, le régiment est envoyé dès le 2 avril dans la région de Davenescourt, puis transporté par chemin de fer de Montdidier et d'Hargicourt pour Dunkerque et Bergues ou il arrive les 5 et 6 avril et part immédiatement occuper dans le secteur de Nieuport, Ostdunkerque, Coxyde-les-Bains et Hondschoote. À la suite d'une attaque allemande, le 221e permet, par des tirs intensifs, la reprise du terrain perdu.
Les 7 et 8 mai, le régiment embarque à Bergues avec pour destination Villers-Cotterêts et Longpont. Le 10 mai les batteries prennent position à l'ouest du Moulin de Laffaux à hauteur de Neuville-sur-Margival pour appuyer les régiments d'infanterie engagés dans la bataille du Chemin des Dames.
Après trois mois éprouvants passés dans le secteur le régiment est envoyé, le 16 août, dans le secteur du front qui borde l'Oise et s'installe à Moÿ, Urvillers, à l'ouest du fort de Vendeuil, Vendeuil, Ly-Fontaine, La Fère, Tergnier.
Le 17 septembre, la 22e batterie prend position à Essigny-le-Grand ou elle bombarde les positions ennemies. Le 11 octobre, elle est marmitée et perd 4 canons et 2 dépôts de munitions. Le 16 décembre cette même batterie est soumise à un violent bombardement d'ypérite si bien que tout le personnel doit être évacué pour intoxication. Elle est immédiatement remplacée par une autre batterie.
En novembre, décembre et janvier 1918, les positions du régiment sont soumises à des tirs continuels et nourris d'obus de gros calibres auxquels il répond crânement[style à revoir]. 

#### 1918
Le 31 janvier, le 221e régiment d'artillerie est relevé par l'artillerie anglaise et pars au repos à Lagny, Noyon et Beaurains.
Après quelques jours de repos le régiment se rend par étapes aux environs de Paris, à Pontoise, Châtenay-en-France, Sannois, Survilliers et Goussainville.
Le 17 mars le régiment est mis en marche, en passant par Dammartin, Nanteuil, La Ferté-Milon, Oulchy et Chéry-Chartreuve pour aller occuper des positions de repli en arrière du chemin des Dames ou elle arrive le 22 mars. Il en repart immédiatement dès le lendemain en direction de Soissons afin de boucher la brèche qui a été ouverte dans le front anglais lors de l'attaque allemande sur Saint-Quentin. Après avoir cantonné à Hartennes et Chaudun, puis Attichy et Berneuil, le régiment rejoint le 25 le front Ercheu-Libermont-Freniches pour finalement s'installer à l'est de Margny-aux-Cerises en raison de la pression ennemie.
La supériorité allemande, oblige le 221e à se replier sur Avricourt puis sur Crapeaumesnil avant de prendre position à l'est de Carny. Battant les débouchés entre Candor et Amy, les batteries du 221e contribuent à repousser plusieurs attaques sur Fresnières et La Potière. Dans la soirée du 26 mars, elles subissent un bombardement continu d'obus de gros calibre et une attaque d'infanterie oblige plusieurs batteries à se replier, difficilement, sous le feu de l'ennemi. Le 27 mars, les batteries sont établies entre Les Granges, Roye-sur-Matz, Manceau et Laberlière. Une attaque générale allemande leur permet de s'emparer de Piennes, Remaugies, Bus et Conchy-les-Pots obligeant un nouveau repli du 221e RA dans le parc du château d'Orvillers-Sorel et au Haut-Matz. Le 28 les Allemands continuent leurs violentes attaques, que les tirs de barrage parviennent à repousser.
Dans la nuit du 28 au 29, les 9 batteries du régiments tirent en même temps et le plus rapidement possible, si bien qu'en 10 secondes, 180 obus s'abattent sur les zones choisies éprouvant fortement la 5e division d'infanterie de la Garde. Mais l'infanterie allemande attaque tout de même et s'empare de Plessis-de-Roye et bouscule la 38e DI. Mais l'attaque de la 5e division d'infanterie de la Garde, fortement éprouvée par les bombardements, est arrêtée par la défense de fer de la 62e DI qui permet à la 77e division d'infanterie de contre attaquer et de reprendre Plessis-de-Roye ou elle fait 800 prisonniers. Mais sur la gauche les allemands ayant pénétrés dans Orvillers-Sorel, trois batteries du 221e se trouvent dans une situation tellement critique que des grenades incendiaires sont préparées pour mettre les canons hors service. Elles sont sauvées par l'arrivée du 4e régiment de zouaves[réf. souhaitée] qui parvient à refouler les attaquants et réoccuper Orvillers-Sorel.
Dès lors, le front se stabilise mais l'artillerie allemande continue ses violents bombardements où l'ypérite est souvent présente.
Le 20 avril, le régiment est transporté vers les Vosges dans le secteur de Saint-Dié, Raon-l'Étape, Moyenmoutier, Denipaire, Robache, l"Ormont, Remomeix, ou les bombardements et marmitages se succèdent.
Le 21 juillet le régiment embarque en train pour Nanteuil-le-Haudoin.
Du 22 au 27 juillet le régiment progresse par Dammard, la ferme Lessart, Neuilly-Saint-Front et le bois des Bonnes, terrains arrachés à l'ennemi dont les cadavres et les débris des colonnes allemandes jonchent encore les routes. Le 27 juillet le 221e prend ses positions dans le bois de la Tournelle, pour préparer le terrain au 338e régiment d'infanterie chargé de s'emparer de Fère-en-Tardenois, qui est accueillie par de violents feux de mitrailleuses. Le village finit par être pris après 3 jours de combats, avec le soutien du 279e régiment d'infanterie. Contraints de se replier, les Allemands sont poursuivis par la 307e régiment d'infanterie, permettant au 221e RAC de s'installer, les 2 et 3 août, à Seringes et à Bruys puis de passer l'Ourcq à Fère-en-Tardenois les 4 et 5 août après de durs combats d'infanterie.
Du 6 au 12 août, des combats violents et de violents bombardements se succèdent sans interruption, l'ennemi cherchant à tout prix à rejeter les Français au sud de la rivière. Ces dures journées permettent au 221e RA une citation à l'ordre de la 62e DI : « Magnifique régiment, aussi remarquable par sa tenue et son esprit de discipline que par son habileté manœuvrière, la précision de ses tirs, et l'abnégation avec laquelle il prête en toutes circonstances son appui à l'infanterie. Sous l'habile direction de son chef, le lieutenant-colonel Tisserand, vient de se signaler à nouveau d'une façon toute particulière, au cours des opérations offensives de la DI du 28 juillet au 12 août 1918 ».
Le 12 août l'infanterie française est relevée par l'infanterie américaine que le 221e RAC continue d'appuyer pendant 2 jours avant d'être relevé par le 232e RAC, après avoir subi un bombardement par avions et un bombardement par obus au gaz[réf. souhaitée].
Du 17 au 23 août le régiment est au repos à Villiers-sur-Marne et Domptin. Le 24 août, il se rapproche du front et cantonne dans la région de Beuvardes.
Les 6 et 7 septembre, les effectifs réduits de la 62e DI remplacent la 28e DI américaine au nord-est de Fismes. Les Américains qui viennent de franchir la Vesles n'ont pu atteindre leurs objectifs, ayant été arrêtés par la 4e division de la Garde prussienne. C'est à la 62e DI qu'incombe la tâche de briser la résistance et de continuer la progression. Le régiment installe ses batteries près de Villette, Courlandon et Baslieux. Battues par l'artillerie allemande les positions subissent des pertes. Le 14 septembre, la 62e DI au centre, la 45e DI à droite attaquent en liaison avec les Américains qui sont à gauche. Après une violente préparation d'artillerie le 279e RI s'empare de Glennes, tandis que le 307e RI se heurte à un stosstrup. Dans la nuit des violents combats d'artillerie font rage. Les tirs de batterie et de contre-batterie se succèdent; obus de 105, de 77, de 150 et obus à gaz tombent comme la grêle[style à revoir].
Le 20 septembre, le front s'étant déplacé, une partie du régiment se porte à l'est de Perles et subit un bombardement nourri. Le 3 octobre le régiment se trouve sur de nouvelles positions à Blanzy-lès-Fismes et Soudé-Sainte-Croix.
Du 9 au 21 octobre, le 221e régiment d'artillerie est envoyé au repos d'abord dans la région de Sergy puis près de Château-Thierry, à Chierry, Blesmes et Étampes-sur-Marne.
Le 21 octobre, le régiment est dirigé par Villers-Agron, Jonchery-sur-Vesle, Pévy et Juvincourt sur la ligne Hindenburg. Du 25 octobre au 5 novembre 1918, 2 groupes du 221e positionnés au nord de La Malmaison prêtent main-forte aux 52e et 10e DI qui attaque, sans succès, les défenses allemandes qui comprend trois lignes de retranchement établies sur une dizaine de kilomètres de profondeur. Chaque retranchement est formé de deux ou trois lignes de tranchées garnies de nombreux réseaux de fil de fer très épais, des abris bétonnés avec des mitrailleuses sont installées dans tous les coins, des pièges à tank chargés d'explosifs, sont disposés méthodiquement et d'une façon continue, entre les réseaux de fil de fer de la première tranchée L'ensemble constitue une position formidable, facile à défendre mais bien difficile à prendre.
Dans la nuit du 28 au 29 octobre, la 62e DI relève à Saint-Quentin-le-Petit la 170e DI et le 221e prend position à Le Thour. Après des combats acharnés du 29 octobre au 5 novembre, les troupes françaises avancent et le régiment progresse par Seraincourt, Chaumont-Porcien et Maranwez qui est enlevé de haute lutte, puis Marlemont où le régiment est visé par une batterie de 105 allemands, rapidement contrés, Logny-Bogny ou l'infanterie Française est arrêtée par des mitrailleuses qui sont détruites par quelques tirs d'artillerie. La progression continue par Lépron-les-Vallées, Rouvroy-sur-Audry et Lonny défendue par l'artillerie allemande. La poursuite continue par Renwez, Arreux, Charroué,.
Le 11 novembre 1918, au début de la matinée, une partie du régiment arrive à Sécheval où il se prépare à appuyer le passage de la Meuse mais à 10h57, l'ordre de cesser le feu est donné pour 11h00.

### Seconde Guerre mondiale
À la mobilisation de 1939, le régiment est recréé, au centre mobilisateur d'artillerie no 29 (Angoulême, Périgueux, Limoges), à partir du 41e régiment d'artillerie divisionnaire. Avec le 21e régiment d'artillerie divisionnaire, le 221e régiment d'artillerie lourde divisionnaire forme l'artillerie de la 24e division d'infanterie.
En mai 1940, il rejoint la Somme au sud d'Amiens. Il participe à la bataille de la ligne Weygand début juin 1940.

## Étendard
Il porte, cousues en lettres d'or dans ses plis, les inscriptions suivantes :
- Tardenois 1918
- La Serre 1918

### Décoration
Le régiment est cité à l'ordre de la 62e DI en 1918 et est donc décoré de la croix de guerre 1914-1918 avec étoile d'argent.